# ロッキー田中
ロッキー田中（ロッキーたなか、1946年9月6日 - ）は日本の写真家。富士山の撮影を専門に手がける。

## 来歴
福井県に生まれる。福井県立福井商業高等学校を卒業後、薬品会社勤務を経て富士ゼロックス（現:富士フイルムビジネスイノベーション）に転職する。富士ゼロックス時代はコピー機のセールスマンを務め、31歳の時点でトップの成績を挙げたが、管理職になってから仕事に違和を感じて49歳で退社。「富士山専門の写真家になる」という目標を立てて活動をした。

## 著書
- 『ときめきの富士DVDブック―ロッキー田中写真集 ―』評言社、2004年
- 『ツキを呼ぶ「富士山の写真」マキノ出版、2007年
- 『誰も見たことのない ときめきの富士』飛鳥新社、2007年
- 『富士山が教えてくれた幸運の法則 』武田ランダムハウスジャパン、2008年